# Kimura Heitarō

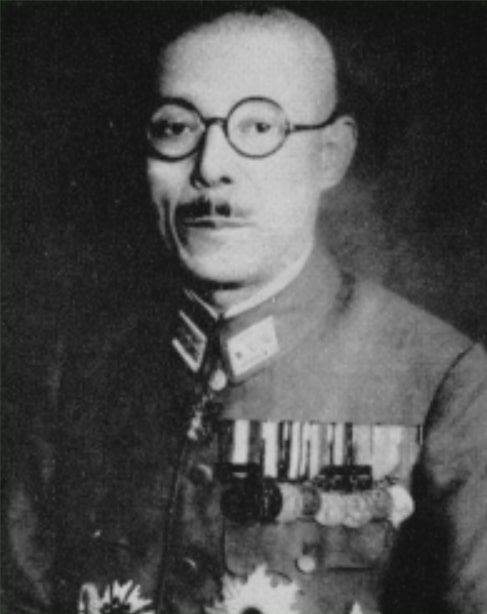
Kimura Heitarō

Kimura Heitarō (japanisch: 木村兵太郎; * 28. September 1888 in der Präfektur Saitama; † 23. Dezember 1948 in Tokio) war ein General der Kaiserlich Japanischen Armee, der unter anderem zwischen 1939 und 1940 Kommandeur der 32. Division und von 1940 und 1941 Chef des Stabes der Kwantung-Armee war. Im Zweiten Weltkrieg war er zwischen 1944 und 1945 während des Burmafeldzuges sowie in der Schlacht um Meiktila und Mandalay Oberkommandierender der Regionalarmee Burma. Er wurde in den Tokioter Prozessen am 12. November 1948 wegen zahlreicher Kriegsverbrechen zum Tode verurteilt und am 23. Dezember 1948 hingerichtet.

## Leben

### Offiziersausbildung und Zeit bis zum Zweiten Weltkrieg
Kimura Heitarō wuchs in der Präfektur Hiroshima auf und absolvierte eine Offiziersausbildung an der Heeresoffizierschule, die er 1908 abschloss. Im Anschluss wurde er Offizier der Kaiserlich Japanischen Armee und wurde nach dem Besuch der Heereshochschule 1916 Offizier der Artillerie. Er nahm nach seiner Beförderung zum Hauptmann im Juli 1918 zwischen 1918 und 1919 an der Sibirischen Intervention teil, in der er die Weiße Bewegung gegen die bolschewistische Rote Armee unterstützte. In den folgenden Jahren war er unter anderem als Militärattaché an der Botschaft in Deutschland tätig und wurde im August 1923 zum Major befördert. Im Oktober 1925 wurde er Ausbilder an der Heeresoffiziersschule und erhielt im März 1928 seine Beförderung zum Oberstleutnant. Nachdem er von Juli 1928 bis Juni 1929 zum Inspektorat für die Artillerie abgeordnet worden war, war er zwischen Juni und September 1929 zunächst Instrukteur an der Feldartillerieschule und wurde danach von September bis November 1929 zum Generalstab der Armee abgeordnet.
Im Anschluss war Kimura Heitarō zwischen November 1929 und dem 1. August 1931 Mitglied der japanischen Delegation der Londoner Abrüstungskonferenz sowie bei den Verhandlungen, die zur Unterzeichnung des Londoner Flottenvertrages am 27. Oktober 1930 führten. Nach seiner Beförderung zum Oberst am 1. August 1931 war er vom 1. August 1931 bis zum 8. August 1932 Kommandeur des 22. Artillerieregimentes. Anschließend war er zwischen dem 8. August 1932 und dem 1. August 1934 abermals Instrukteur an der Feldartillerieschule sowie vom 8. August 1932 bis zum 1. August 1934 Stabsoffizier im Technischen Hauptquartier der Armee. Nachdem er zwischen dem 1. August 1934 und dem 15. März 1935 zur Küstenartillerieschule abkommandiert worden war, war er vom 15. März 1935 bis zum 1. August 1936 Leiter des Kontroll-Referats der Abteilung für wirtschaftliche Mobilisierung des Heeresministeriums. Nach seiner am 1. August 1938 erfolgten Beförderung zum Generalmajor war er zwischen dem 1. August 1936 und dem 9. März 1939 Leiter der Artillerie-Abteilung des Heeresministeriums sowie zugleich vom 20. November 1937 bis zum 9. März 1939 Leiter der Feldartillerie im Kaiserlichen Hauptquartier.

### Zweiter Weltkrieg, General und Verurteilung als Kriegsverbrecher

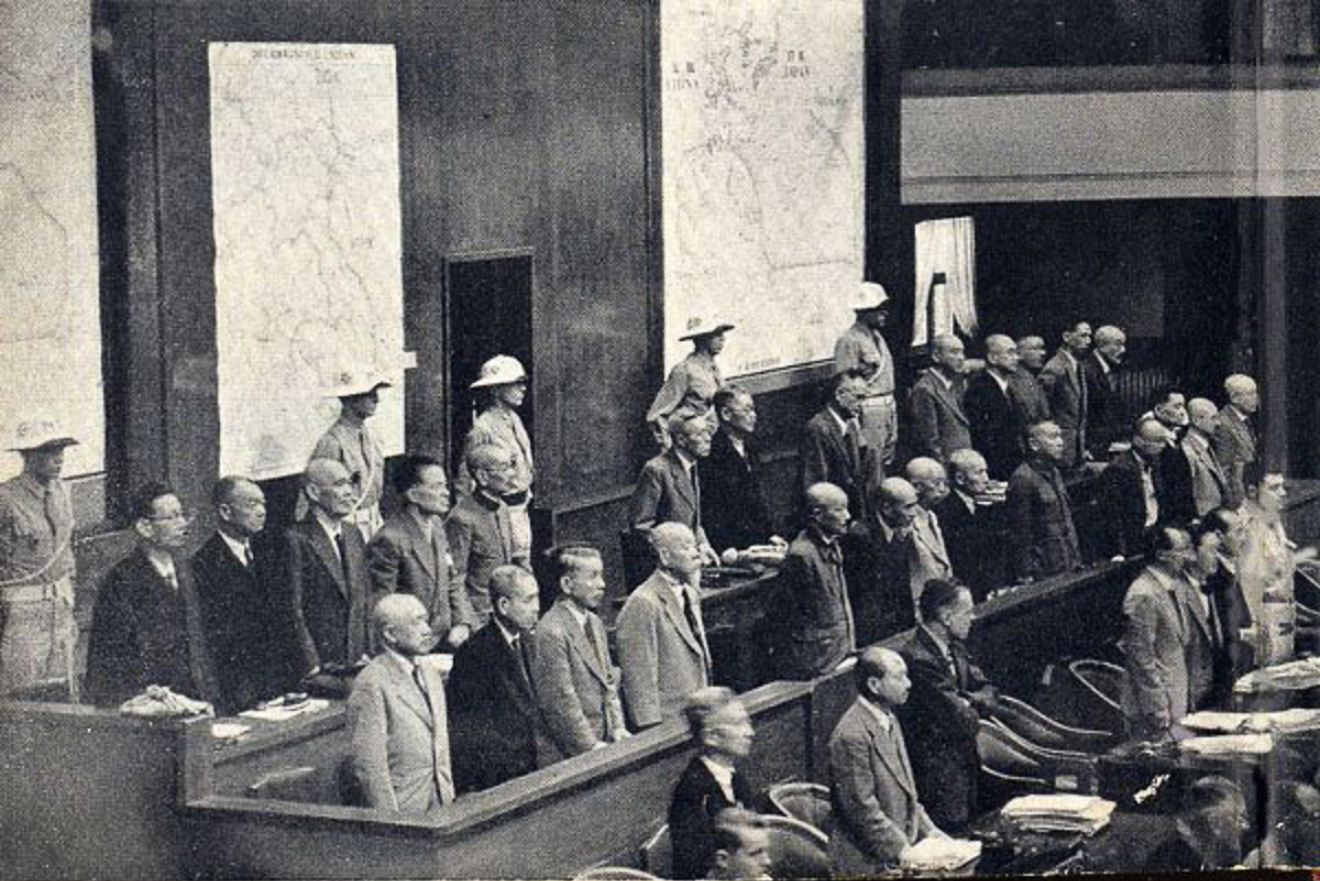
Die Angeklagten des Tokioter Prozesses wegen Kriegsverbrechen im Zweiten Weltkrieg

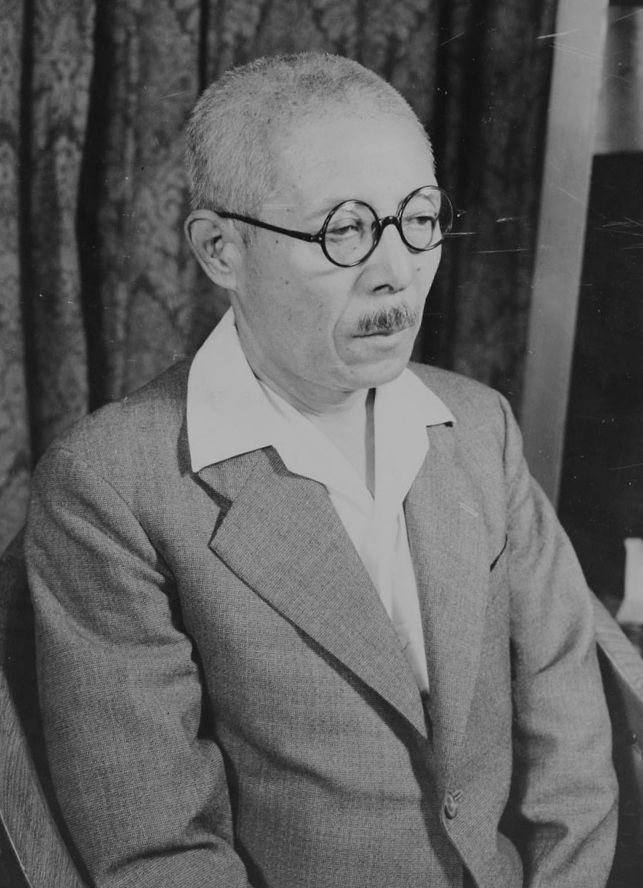
Kimura Heitarō während der Tokioter Prozesse

Am 9. März 1939 wurde Kimura Heitarō zum Generalleutnant befördert und fungierte als solcher vom 9. März 1939 bis zum 22. Oktober 1940 als Kommandeur der 32. Division. Die 32. Division wurde im Mai 1939 nach ihrer Aufstellung auf den Kriegsschauplatz des Zweiten Japanisch-Chinesischen Krieges verschifft. Dort wurde sie hauptsächlich im Süden der Shandong-Provinz als Garnisonseinheit im Hinterland zur Partisanenbekämpfung eingesetzt und unterstand der 12. Armee. Am 22. Oktober 1940 wurde Generalleutnant Ide Tetsuzō sein Nachfolger als Kommandeur der 32. Division. Er selbst löste daraufhin am 22. Oktober 1940 Generalleutnant Iimura Jō als Chef des Stabes der Kwantung-Armee unter dem Oberbefehlshaber General Umezu Yoshijirō ab und verblieb auf diesem Posten bis zum 10. April 1941, woraufhin Generalleutnant Teichi Yoshimoto seine Nachfolge antrat.
Nach seiner Rückkehr nach Tokio war Generalleutnant Kimura zwischen dem 10. April 1941 und dem 11. März 1944 Vize-Heeresminister und damit Stellvertreter von Heeresminister Tōjō Hideki. Danach war er vom 11. März 1944 bis zum 30. August 1944 sowohl Mitglied des Obersten Kriegsrates als auch Leiter der Heeresartillerie im Administrativen Hauptquartier. Zuletzt übernahm er während des Burmafeldzuges am 30. August 1944 von General Kawabe Masakazu den Posten als Oberkommandierender der Regionalarmee Burma und bekleidete diesen Posten bis zur endgültigen Kapitulation Japans am 12. September 1945. Als solcher kommandierte er die japanischen Truppen während der Schlacht um Meiktila und Mandalay (Februar bis März 1945) und wurde am 7. Mai 1945 zum General befördert.
Bei den Tokioter Prozessen gehörte Kimura Heitarō zu den Hauptangeklagten wegen zahlreicher Kriegsverbrechen. Er wurde wegen Beteiligung als Führer, Organisator, Anstifter oder Komplize an der Planung oder Ausführung eines gemeinsamen Plans oder einer Verschwörung zum Führen von Angriffskriegen und eines Kriegs oder Kriegen, die internationales Recht verletzten, wegen des Führens eines unprovozierten Krieges gegen China, eines Angriffskrieges gegen die Vereinigten Staaten, eines Angriffskrieges gegen das Britische Commonwealth und eines Angriffskrieges gegen die Niederlande sowie der Anordnung, Autorisierung und Erlaubnis zur unmenschlichen Behandlung von Kriegsgefangenen und anderen sowie der vorsätzlichen und rücksichtslosen Vernachlässigung der Pflicht, angemessene Schritte zur Prävention von Gräueltaten einzuleiten, und damit in sieben der zehn Anklagepunkte für schuldig gesprochen.
Am 12. November 1948 wurde er deswegen zum Tode verurteilt und am 23. Dezember 1948 durch Hängen hingerichtet.